# Тромбкі (Ґарволінський повіт)
Тромбкі (пол. Trąbki) — село в Польщі, у гміні Пілява Ґарволінського повіту Мазовецького воєводства.
Населення — 2041 особа (2011).
У 1975-1998 роках село належало до Седлецького воєводства.

## Демографія
Демографічна структура станом на 31 березня 2011 року:
|          | Загалом | Допрацездатний вік | Працездатний вік | Постпрацездатний вік |
| -------- | ------- | ------------------ | ---------------- | -------------------- |
| Чоловіки | 997     | 196                | 705              | 96                   |
| Жінки    | 1044    | 196                | 619              | 229                  |
| Разом    | 2041    | 392                | 1324             | 325                  |